# KH-7 10
KH-7 10 – amerykański satelita rozpoznawczy. Dziesiąty statek serii KeyHole-7 GAMBIT programu CORONA. Jego zadaniem było wykonanie wywiadowczych zdjęć Ziemi, o rozdzielczości przy gruncie około 46 cm. Rezultaty misji nie są znane. Wraz z nim wyniesiono satelitę P-11 4202.

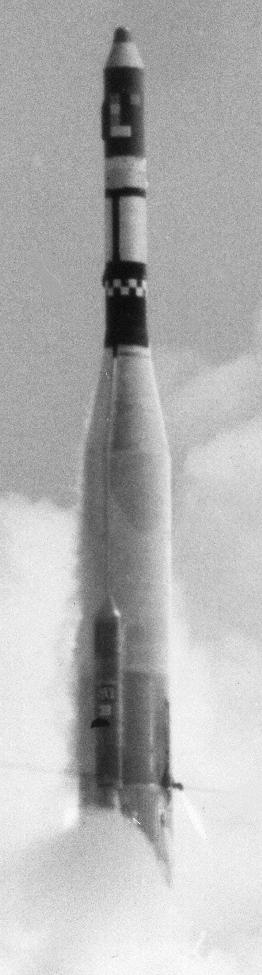
Start Atlasa Ageny D z satelitą KH-7 10